# 芒擬油鯰
芒擬油鯰，為輻鰭魚綱鯰形目擬油鯰科的其中一種，為亞熱帶淡水魚類，分布於南美洲巴拉圭河、烏拉圭河、巴拉那河、拉布拉他河流域，體長可達69公分，棲息在底層水域，生活習性不明。

## 扩展阅读
維基物種上的相關：芒擬油鯰